# Pol-e Bābā Ḩoseyn
Pol-e Bābā Ḩoseyn (persiska: Poleh-ye Bābā Ḩoseyn, پله بابا حسین, Pelleh-ye Bābā Ḩoseyn, پل بابا حسين, پل بابا) är en ort i Iran.   Den ligger i provinsen Lorestan, i den västra delen av landet, 400 km sydväst om huvudstaden Teheran. Pol-e Bābā Ḩoseyn ligger 1 260 meter över havet och antalet invånare är 922.
Terrängen runt Pol-e Bābā Ḩoseyn är varierad.Runt Pol-e Bābā Ḩoseyn är det ganska tätbefolkat, med 72 invånare per kvadratkilometer. Närmaste större samhälle är Khorramābād, 12,2 km nordväst om Pol-e Bābā Ḩoseyn. Omgivningarna runt Pol-e Bābā Ḩoseyn är i huvudsak ett öppet busklandskap.